# Shivananda
Shivananda war eine Schweizer Jazzrock-Band.

## Geschichte
Die Gruppe wurde 1973 von Kurt Baebi in Zürich gegründet und errang beim Jazz- und Rock-Festival Augst den 1. Platz. Im gleichen Jahr wurde ihr Auftritt am Jazz Festival Zürich im Fernsehen übertragen.
1975 stieß die renommierte Schweizer Rhythmusgruppe Keiser Twins zu der Band. Es folgten ausgedehnte Tourneen durch Europa und im Jahr 1976 weitere Auftritte im Fernsehen (ORTF Paris, Südwestfunk Baden) und auf großen Festivals, z. B. auf dem Montreux Jazz Festival und dem Jazzfestival in Le Castellet (Frankreich) vor 80.000 Zuschauern.
1977 wurde ihr erstes Album Cross Now veröffentlicht. Im gleichen Jahr entstand in schweizerisch-belgischer Koproduktion ein Fernsehfilm über Shivananda. 1978 wurde die Band durch den Gitarristen Chico Hablas verstärkt, der später auch bei der Schweizer Elektropop-Band Yello als Studiomusiker mitwirkte. Wieder trat die Band auf namhaften Festivals auf. 1979 spielten sie ihre zweite LP Headlines ein. 1983 erschien ihr letztes Studioalbum Comeback, bei welchem Kurt Baebi als Produzent, Tonmeister, Bandleader, Komponist und Musiker zugleich in Erscheinung trat. Unter anderem komponierte er 1992 den Soundtrack zum Eröffnungsfilm des Atatürk Staudamms.
2007 wurde ein Konzert von Shivananda live aus dem Jahre 1977 veröffentlicht.

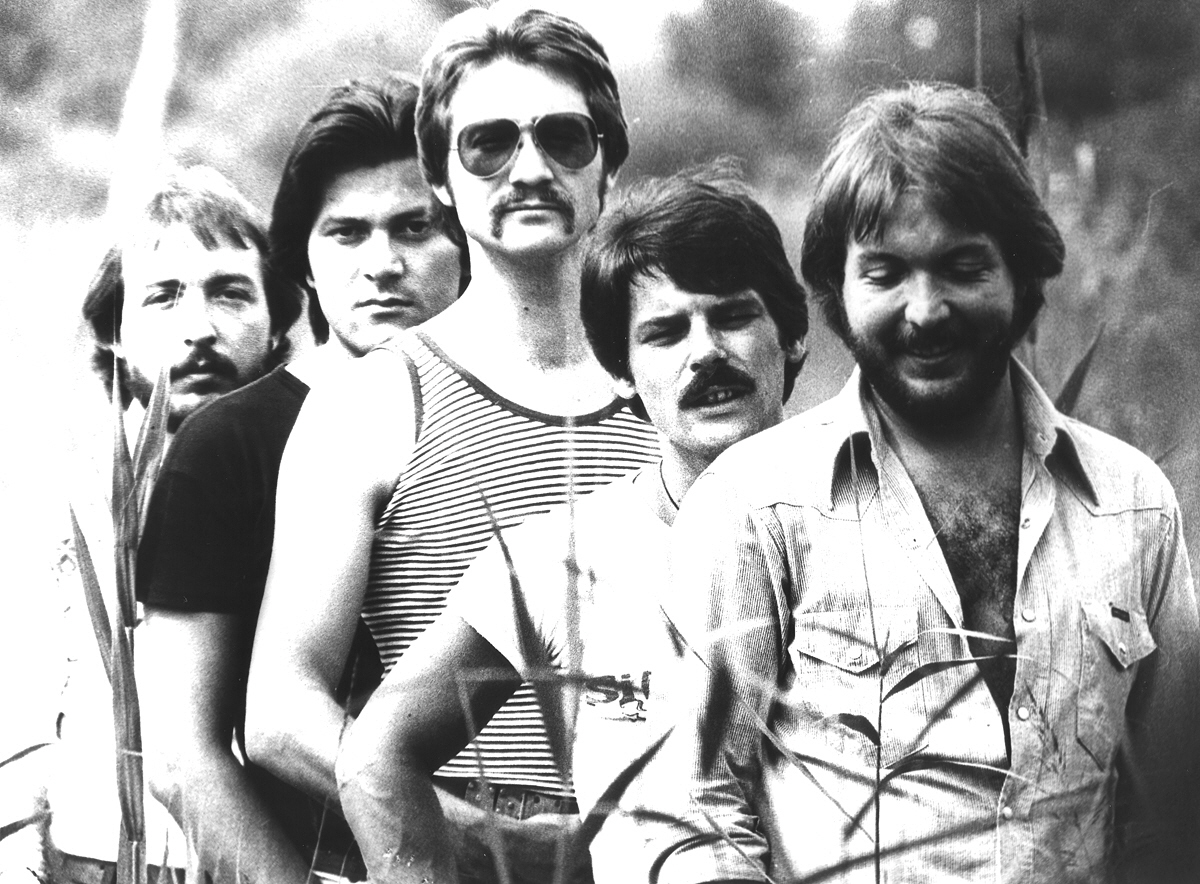
Shivananda im August 1977
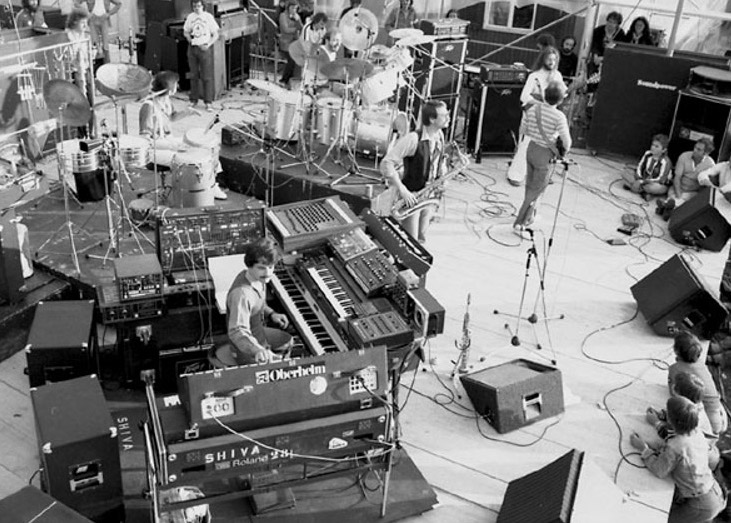
Shivananda live Festival Arbon 1978
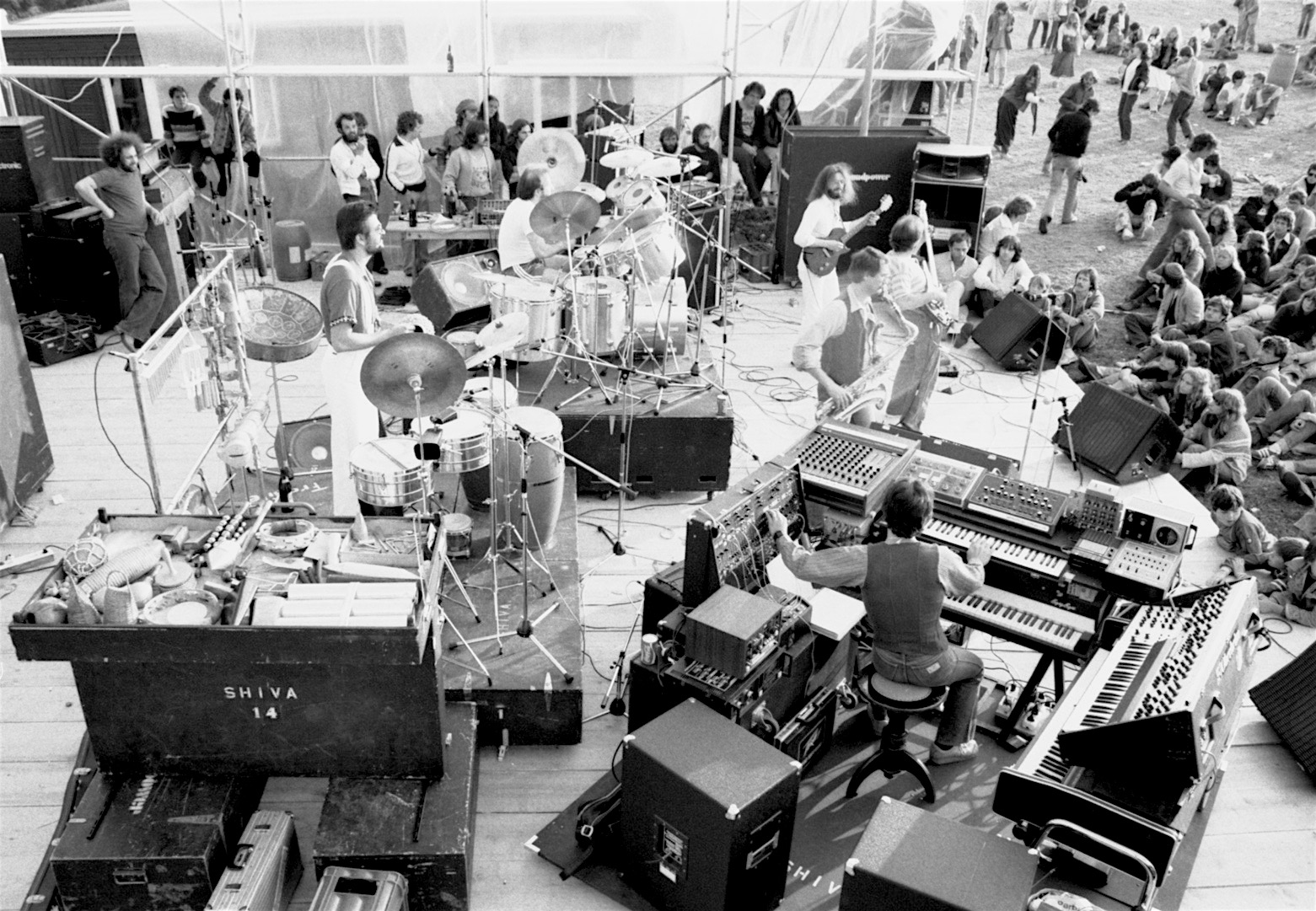
Shivananda live Abtwil 1979

## Diskografie
- 1977: Cross Now (Gnome Records)
- 1979: Headlines (Gnome Records)
- 1983: Comeback (CSST Productions)
- 2007: Live in Concert Part 1 (CSST Productions)
- 2007: Live in Concert Part 2 (CSST Productions)
- 2007: Live in Concert Part 1+2 (CSST Productions)